# Carea fulvida
Carea fulvida är en fjärilsart som beskrevs av Louis Beethoven Prout 1924. Carea fulvida ingår i släktet Carea och familjen trågspinnare. Inga underarter finns listade i Catalogue of Life.